# Siraphop Wandee
Siraphop Wandee (thailändisch สิรภพ วันดี, * 22. Januar 2004) ist ein thailändischer Fußballspieler.

## Karriere

### Verein
Siraphop Wandee erlernte das Fußballspielen in der Jugendmannschaft des Chonburi FC in Chonburi. Am 1. Januar 2022 wechselte der Jugendspieler zum Drittligisten Banbueng FC. Mit dem ebenfalls in Chonburi beheimateten Verein spielte er zweimal in der Eastern Region der Liga. Nach der Ausleihe kehrte er im Mai 2022 zu den Sharks zurück. Im Januar 2023 unterschrieb er beim Chonburi FC seinen ersten Profivertrag. Sein Erstligadebüt gab Siraphop Wandee am 12. Mai 2023 (30. Spieltag) im Auswärtsspiel gegen den BG Pathum United FC. Bei der 1:0-Niederlage wurde er in der 84. Minute für den Brasilianer Dennis Murillo eingewechselt. Nach insgesamt drei Erstligaspielen wechselte er Anfang Januar 2024 auf Leihbasis nach Suphanburi zum Zweitligisten Suphanburi FC. Für den Zweitligisten bestritt er 14 Ligaspiele. Nach der Ausleihe kehrte er im Sommer 2024 nach Chonburi zurück. Am Ende der Saison 2024/25 feierte er mit Chonburi die Zweitligameisterschaft sowie den Aufstieg in die erste Liga.

### Nationalmannschaft
Siraphop Wandee gab sein Debüt in der thailändischen U23-Nationalmannschaft am 22. März 2025 in einem Freundschaftsspiel gegen Katar. Bei der 2:1-Niederlage im Abdullah-bin-Khalifa-Stadion stand er in der Startelf und wurde nach der Halbzeit gegen Sittha Boonlha ausgewechselt.

## Erfolge
Chonburi FC
- Thailändischer Zweitligameister: 2024/25  ▲